# DR Romanprisen
DR Romanpriset – fram till 2004 kallat Radioens Romanpris och under åren 2005-2007 kallat P2 Romanprisen – är ett danskt litteraturpris som utdelas av radioprogrammet P2 Plus Bog, tidigare Alfabet, på DRs kanal P2. Under 2008 skedde utdelningen i samarbete med DR2. Priset delades ut för första gången 1999.
Nomineringen görs av P2 Plus Bog-redaktionen, medan pristagaren utses av en utvald lyssnarjury. Juryns omröstning sänds i radio. Priset är på 25.000 danska kronor.
2005 inleddes ett samarbete med Biblioteksstyrelsen vid bildandet av 54 romanläseklubbar på bibliotek över hela Danmark. Klubbarna diskuterar under året de nominerade romanerna, och det sker sändningar från utvalda biblioteks diskussioner via radio.

## Pristagare
Fram till 2007 användes årtalet för själva utdelningen, det vill säga att P2 Romanpriset 2007 utdelades under första halvåret 2007, medan utdelningen av DR Romanpriset 2007, i stället använder sig av årtalet för romanernas utgivning.
| År      | Pristagare                    | Titel                                       |
| ------- | ----------------------------- | ------------------------------------------- |
| 1999    | Bent Vinn Nielsen             | En skidt knægt                              |
| 2000    | Svend Åge Madsen              | Genspejlet                                  |
| 2001    | Kirsten Thorup                | Bonsai                                      |
| 2002    | Hans Otto Jørgensen           | Helt og heltinde                            |
| 2003    | Vagn Lundbye                  | Trefoldighedsbarn                           |
| 2004    | Hanne Marie Svendsen          | Unn fra Stjernestene                        |
| 2005    | Christian Jungersen           | Undtagelsen                                 |
| 2006    | Morten Ramsland               | Hundehoved                                  |
| 2007    | Carsten Jensen                | Vi, de druknede                             |
| 2008    | Jens Smærup Sørensen          | Mærkedage                                   |
| 2009/10 | Sissel-Jo Gazan               | Dinosaurens fjer                            |
| 2011    | Birgithe Kosovic              | Det dobbelte land                           |
| 2012    | Erik Valeur                   | Det syvende barn                            |
| 2013    | Kim Leine                     | Profeterne i Evighedsfjorden                |
| 2014    | Erling Jepsen                 | Den sønderjyske farm                        |
| 2015    | Iben Mondrup                  | Godhavn                                     |
| 2016    | Ida Jessen                    | En ny tid                                   |
| 2017    | Christina Hesselholdt         | Vivian                                      |
| 2018    | Maren Uthaug                  | Hvor der er fugle                           |
| 2019    | Morten Pape                   | Guds bedste børn                            |
| 2020    | Carsten Müller Nielsen        | De døde fylder dagene med en smag af mønter |
| 2021    | Anne Lise Marstrand-Jørgensen | Margrete I                                  |
| 2022    | Anne-Marie Vedsø Olesen       | Vølvens vej                                 |
| 2023    | Keld Conradsen                | Byen og havet                               |
| 2024    | Kim Blæsbjerg                 | De bedste familier                          |